# 京都市教育委員会
京都市教育委員会（きょうとしきょういくいいんかい）は、京都府京都市中京区烏丸通三条下ル饅頭屋町595-3に拠点を置く、京都市の組織。京都市内の教育に関連した調査などを行う行政委員会である。

## 概要
事務局組織は総務部、指導部、体育健康教育室、教育環境整備室、生涯学習部に分かれているほか、総合教育センター、京都まなびの街 生き方探究館、教育相談総合センター（こども相談センターパトナ）、生涯学習総合センター、図書館、学校歴史博物館、青少年科学センター、野外活動施設花背山の家があり、それぞれの部門は業務によって課などに分けられている。なお、1981年（昭和56年）4月に設置された三重県志摩市にある京都市野外教育センター奥志摩みさきの家（三重県志摩市大王町船越字埜玉231）も所管していたが、2022年11月の市議会で施設を廃止する条例案が可決された。
教育委員会会議の開催のほか、いじめへの対策として意識調査を実施、さらに学校の合併や新設などを行っている。
なお、京都府の教育委員会は文化財行政（文化財保護行政）を担当しているが、京都市教育委員会は文化財行政を所管しない。ただし文化財の指定・許可等は行っている。これは、多数の都道府県で文化財行政は教育委員会が所管する生涯学習の一環として位置づけられているのに対して、京都市では文化財行政は観光行政と不可離なものと位置づけられているからである。なお市長部局内での所管は、観光を主管する産業観光局ではなく文化市民局（文化芸術都市推進室文化財保護課）である。また、同様の理由により、京都市美術館も教育委員会ではなく文化市民局の管掌下にある。276の学校と幼稚園、4分校を管轄する。

## 教育長及び委員
教育長及び委員 
- 稲田新吾（教育長）
- 笹岡隆甫
- 野口範子
- 松山大耕
- 石井英真
- 濱崎加奈子

なお、京都市長（〜2008年）の桝本賴兼（ますもとよりかね）が長く勤務し、教育次長や教育長を歴任した。2008年に就任した京都市長の門川大作も教育次長や教育長を歴任しており、京都市では2代続けて教育委員会出身の市長が続いた。

## その他
- 同市教委には、指導力の優れた教師に対し、『スーパーティーチャー』に認定する制度があるが、報道によると、1987年から体罰を繰り返して停職処分を受けるなどしている男性教諭を、『スーパーティーチャー』の1人に認定していることが発覚した[5]。事実上体罰を容認するとも受け取られており、物議を醸している。
- 2007年には、同市教委の幹部職員8人が、深夜帰宅用に支給されているタクシーチケットを、終電車前に利用したり、祇園や先斗町などの繁華街からの乗車であるにもかかわらず「市役所から乗車」と記載するなど、不正利用を繰り返していたことが発覚しており、2008年10月に、同市監査委員が、門川大作市長に対し、49万7,660円分の返金を求めている。
- 2022年度から2024年度にかけ、市立小学校の給食調理員2人が、給食の残りの食材を用いて教職員への賄い料理を作っていたことが明らかとなり、市委は2025年1月27日に、この2人の給食調理員を減給処分とした[6]。

## 参考資料
1. ↑  “事務事業評価票 京都市野外教育センター奥志摩みさきの家”.   京都市. 2022年11月6日閲覧。
2. ↑  “京都市、黒字決算認定も「厳しい財政」変わらず　野外活動施設を廃止”.   京都新聞. 2022年11月6日閲覧。
3. ↑  “地方における文化行政”.   文化庁. 2024年7月6日閲覧。
4. ↑  京都市教育委員会　教育長及び委員の紹介
5. ↑  給食の残った食材でまかない作り減給「遅くまで働いている教職員に」 朝日新聞 2025年1月27日